# Яков Проархий
Яков Проархий (на гръцки: Ιακώβ Προάρχιος) е византийски духовник, охридски архиепископ около 1263-1280 година.

## Биография
Сведенията за Яков Проархий са оскъдни. Той е споменат от константинополския патриарх Йоан XI Век и от Никифор Влемид, който му посвещава едно от богословските си съчинения. Това дава основание за предположения, че Яков Проархий е привърженик на унията с Римската църква. Той напуска охридската катедра и се оттегля в манастир в Атон.